# Jaroslav Zeman
Jaroslav Zeman (Praga, 20 de febrero de 1962) es un deportista checoslovaco que compitió en lucha grecorromana.
Participó en tres Juegos Olímpicos de Verano, ocupando el séptimo lugar en Barcelona 1992 y el 12.º lugar en Atlanta 1996.
Ganó una medalla de plata en el Campeonato Mundial de Lucha de 1991 y tres medallas en el Campeonato Europeo de Lucha entre los años 1988 y 1990.

## Palmarés internacional
| Campeonato Mundial | Campeonato Mundial | Campeonato Mundial | Campeonato Mundial |
| Año                | Lugar              | Medalla            | Categoría          |
| ------------------ | ------------------ | ------------------ | ------------------ |
| 1991               | Varna (Bulgaria)   | Medalla de plata   | 74 kg              |
| Campeonato Europeo |                    |                    |                    |
| Año                | Lugar              | Medalla            | Categoría          |
| 1988               | Kolbotn (Noruega)  | Medalla de plata   | 74 kg              |
| 1989               | Oulu (Finlandia)   | Medalla de bronce  | 74 kg              |
| 1990               | Poznań (Polonia)   | Medalla de bronce  | 74 kg              |